# خانه غیرفعال

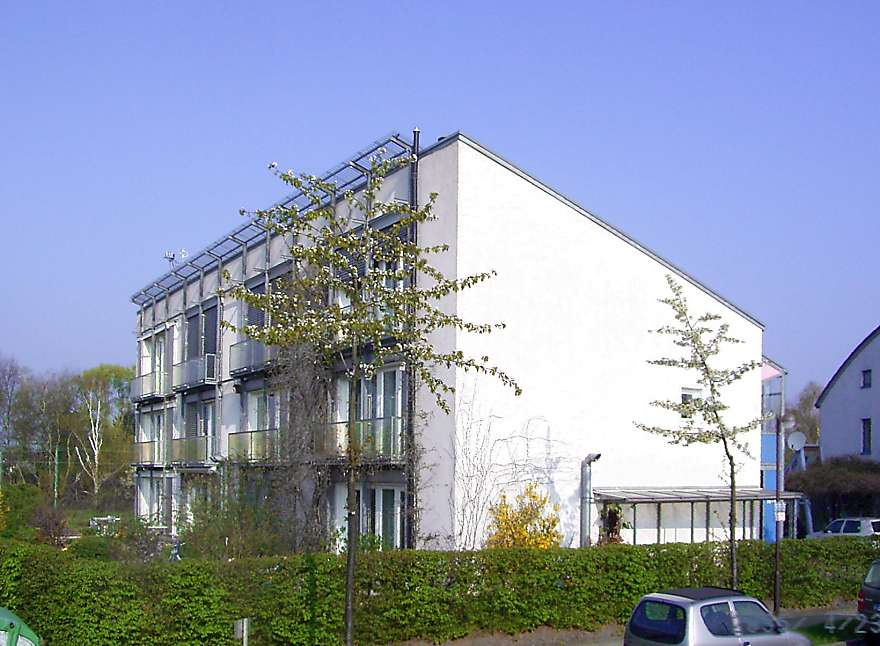
خانهٔ غیرفعال

ایدهٔ خانهٔ خودگردان انرژی یاخانهٔ غیرفعال، برای استاندارد دقیق بهره‌وری انرژی در یک ساختمان و همچنین کاهش اثرات زیست‌محیطی آن است. این ساختمان‌ها فوق‌العاده انرژی کمی مصرف می‌کنند و نیاز به انرژی کمی برای گرمایش یا سرمایش فضا دارند. استاندارد MINERGIE-P، که در سوئیس استفاده می‌شود محدود به املاک مسکونی نیست و چند ساختمان اداری، مدارس، کودکستان، مهد و یک سوپر مارکت نیز بر اساس این استانداردها ساخته شده‌اند.
تعداد این ساختمان‌ها در سراسر جهان در اواخر سال ۲۰۰۸ در حدود ۱۵۰۰۰ تا ۲۰۰۰۰ عدد بود و در اوت ۲۰۱۰ تعداد آن‌ها در اروپا به ۲۵۰۰۰ عدد می‌رسد در حالی که در آمریکا تعداد این ساختمان‌ها در حد چند ساختمان بیشتر نبود اکثر این سازه‌های غیرفعال در آلمان و کشورهای اسکاندیناوی وجود داشت.

## تاریخچه
در سپتامبر سال ۱۹۹۶ انستیتو خانه غیرفعال برای توسعه و کنترل استانداردهای روز تأسیس شد و از آن زمان، هزاران خانه‌های غیرفعال ساخته شده‌است و در حدود ۲۵٬۰۰۰ خانه در سال ۲۰۱۰ گزارش شد که بسیاری از آن‌ها در آلمان و اتریش قرار دارد و بقیه در کشورهای مختلف جهان قرار دارند.
کار گروه اقتصادی خانه‌های غیرفعال در سال ۱۹۹۶ به وجود آمد و این گروه روی قطعات، به ویژه پنجره‌ها و سیستم‌های تهویه با راندمان بالا در ساختمان برنامه‌ریزی می‌کنند. در همین حال خانه‌های غیرفعال زیادی در اشتوتگارت (۱۹۹۳)، نورمبرگ، هسه، ویسبادن، و کلن (۱۹۹۷) ساخته شد.
محصولات توسعه یافته برای استاندارد خانه‌های غیرفعال زیر حمایت اتحادیه اروپا، قبل از زمستان ۲۰۰۰–۲۰۰۱ در پنج کشور اروپایی اجرا شد و برای اولین بار در شمال آمریکا خانه غیرفعال در اوربانای ایلینوی در سال ۲۰۰۳ ساخته شد، و همچنین در سال ۲۰۰۶ در نزدیکی بمیجی، مینه سوتا خانه غیرفعال ساخته شد.
در سال ۲۰۰۵ یک شرکت سوئدی اولین استاندارد خانه پیش‌ساخته غیرفعال را در ایرلند تدوین کرد.

## هزینه‌های ساخت و ساز
به‌طور متوسط هزینه ساخت خانه‌های غیرفعال نسبت به ساختمان‌های معمولی، ۵٪ تا ۸٪ در آلمان، ۸٪ تا ۱۰٪ در انگلستان و ۵٪ تا ۱۰٪ در ایالات متحده آمریکا است.
ارزیابی‌ها نشان داده‌اند برای ساخت این خانه‌ها در شمال اروپا و عرض جغرافیایی بالاتر که شامل هلسینکی در فنلاند، برگن در نروژ، لندن در بریتانیا و مسکو در روسیه است بهره اقتصادی بالایی وجود دارد.

## طراحی و ساخت و ساز

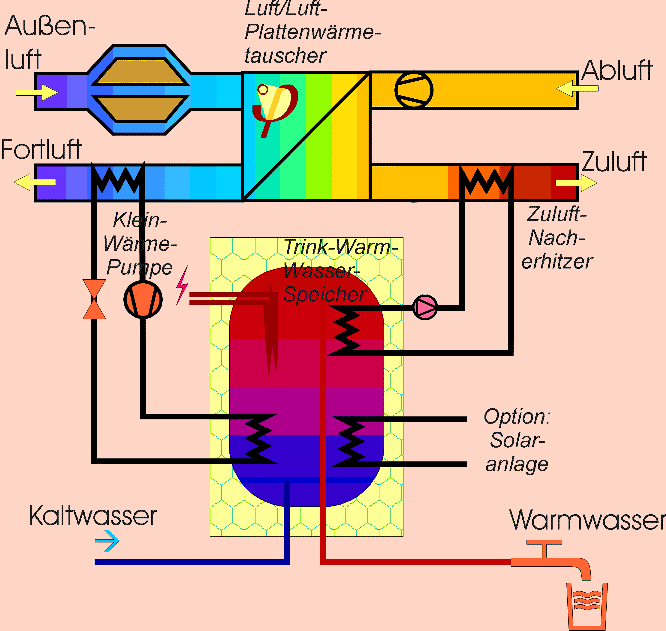
خانه خودگردان انرژی

دستیابی به کاهش مصرف انرژی شامل یک تغییر در رویکرد طراحی ساختمان و ساخت و ساز است. طراحی ممکن است با استفاده از برنامه‌ریزی شبیه‌ساز کامپیوتر طراحی شود و
برای رسیدن به استانداردها، تعدادی از تکنیک‌ها و فناوری در این ساختمان‌ها استفاده شود:

### طراحی خورشیدی غیرفعال و چشم‌انداز
در طراحی خورشیدی این خانه‌ها به گونه‌ای عمل می‌کنیم که از حداکثر بهره‌وری نور خورشید در ساختمان استفاده کنیم به صورتی که در نیمکره شمالی بیشتر سطح شیشه‌ها را در ضلع جنوبی به کار می‌بریم و همچنین در نیمکره جنوبی نیز بیشتر سطح شیشه‌ها را در ضلع شمالی به کار می‌بریم،
برای استفاده از انرژی خورشید در اقلیم‌های مختلف بستگی به شرایط اب وهوایی بهره‌وری از انرژی خورشید تغییر می‌کند به‌طور مثال در مناطق معتدل باید بیشترین مقدار انرژی خورشید به درون ساختمان هدایت شود و در مناطقی که اب و هوای گرم دارند باید انرژی خورشید را برای ورود به ساختمان کنترل کرد که با استفاده از درختان، باغ عمودی و … از ورود مستقیم انرژی خورشید به درون ساختمان جلوگیری می‌کنیم.
در خانه‌های غیرفعال و استفاده بهینه از این انرژی سعی می‌شود با استفاده از تمهیداتی مثل استفاده از درختان برگ ریز در زمستان از حداکثر این انرژی استفاده کنیم و همچنین در تابستان از نور مستقیم خورشید به درون ساختمان جلوگیری کرد و همچنین با توجه به تغییر زاویه خورشید در زمستان و تابستان با استفاده از کنسول می‌توان انرژی خورشید را کنترل کرد.

### عایق‌سازی بهینه
عایق‌سازی خانه‌های غیرفعال در مقایسه با خانه‌های معمولی به‌طور قابل توجهی باعث کاهش اتلاف انرژی در ساختمان می‌گردد و به انتقال حرارت در خانه‌های غیرفعال از طریق دیوارها، سقف و کف به دلیل عایق‌بندی مناسب به حداقل رسیده‌است،
از معایب این سیستم افزایش ضخامت دیوارها و سقف است به‌ طوری‌ که مساحت داخلی این خانه‌ها در مقایسه با خانه‌های سنتی کمتر است.
در کشور سوئد استاندارد مورد استفاده در این ساختمان‌ها برای دیوارها ۳۵ سانتیمتر و برای سقف‌ها ۵۵ سانتیمتر است که در مقایسه با خانه‌های سنتی افزایش قابل توجهی دارد.

### پنجره پیشرفته
در ساختمان‌های غیرفعال از پنجره‌هایی استاندارد دارای بهره‌وری بالا استفاده می‌شود که از ۳ قسمت ساخته می‌شوند که با قابلیت افزایش جذب حرارت خورشیدی و پوششی با قابلیت انتشار کم اشعه خورشید و بخشی مه با گازهای کریپتون یا آرگون درون آن‌ها را پر می‌کنند که عایق حرارتی نیز است. حتی در اواخر زمستان و در کشورهای اروپای مرکزی و مناطق زیادی در آمریکا اتلاف انرژی به‌دست آمده از خورشید به وسیلهٔ این باز شوها دارای اتلاف حرارتی کمتری نسبت به دیگر وسایل گرمایش است.

### هوای نفوذ نا پذیر
این یک استاندارد ویژه برای این ساختمان‌ها است که نسبت به ساختمان‌های دیگر نفوذپذیری ندارد و به نوعی ساختمان مهر و موم است،
خانه‌های غیرفعال طوری طراحی شده‌اند که تبادل هوا با محیط بیرونی از طریق یک مبدل ایجاد می‌شود و بسته به نوع هوا در بیرون این مبدل‌ها هوای داخل را کنترل می‌کنند، دلیل دیگر عایق بندی ساختمان‌ها مدیریت دقیق رطوبت و نقطه شبنم است که با استفاده از آب‌بندی کلیه اجزای ساختمان و نما به‌دست می‌آید.

### تهویه
تهویه منحصر به فرد این ساختمان‌ها به گونه‌ای است که با باز کردن بازشوهای سقفی و باز شوهای دیواری بزرگ تهویه را انجام می‌دهیم و این یک راه حل ساده طبیعی برای تهویه مناسب است و استفاده از این گونه تهویه‌ها یک جز جدا نشدنی از طراحی خانه‌های غیرفعال در هوای محیطی مساعد است.
در این سیستم هنگامی که اب و هوا مساعد نیست سیستم مکانیکی با نرخ بازیابی ۸۰ درصد حرارت و راندمان بالای موتورهای الکتریکی برای بازیابی حرارت و کنترل مرکزی ساختمان غیرفعال استفاده می‌شود. روش دیگر نیز به صورتی است که با استفاده از لوله‌هایی که اب سرد و گرم را هدایت می‌کنند مبدل حرارتی ساختمان را در شرایط گرم و سرد کنترل می‌کند. روش دیگری نیز وجود دارد که به جای مبدل حرارتی که با استفاده از هوا کار می‌کند از یک گردش اب به جای هوا به عنوان مبدل استفاده کنیم.

### گرمایش فضایی
در خانه‌های غیرفعال علاوه بر انرژی خورشید برای افزایش روشنایی و گرمایشی و همچنین گرمای ذاتی محیط که حتی شامل دمای بدن انسان است برای گرمایش استفاده می‌شود (بدن هر انسان به اندازه یک لامپ ۱۰۰ وات گرمایش تولید می‌کند) و همچنین از دستگاه‌های الکتریکی (به غیر از بخاری) برای روشنایی و گرمایش و برق دستگاه‌های خانگی استفاده می‌شود. با این اقدامات دیگر نیازی به یک سیستم جامع گرمایش مرکزی در ساختمان نیست اگر چه به خواست مشتری سیستم مرکزی نیز نصب می‌شود، در خانه‌های غیرفعال گاهی ۸۰۰ تا ۱۵۰۰ وات گرما از طریق مجراهای تهویه بنا بر نیاز ساختمان وارد می‌شود که با قرار دادن المنت در سر راه تهویه این عمل انجام می‌شود و گاهی دمای المنت‌ها به ۵۰ درجه سانتیگراد می‌رسد و برای جلوگیری از بوی سوختگی در اثر سوختن ذرات معلق در سر راه تهویه فیلتر قرار می‌دهیم که مانع از ورود این ذرات شود. المنت‌ها به وسیلهٔ یک پمپ کوچک با استفاده از انرژی خورشید گرم می‌شوند یا توسط یک منبع متصل به گاز یا نفت طبیعی.

### نورپردازی و لوازم الکتریکی
روشنایی در خانه‌های غیرفعال حتی الامکان به وسیلهٔ نور طبیعی در طول روز انجام می‌شود و در شب نیز از لامپ‌های فلورسنت فشرده،led,pled و لامپ‌های دیگر با ولتاژ پایین و با بازدهی زیاد استفاده می‌شود و همچنین برای روشنایی محوطه و بیرون از ساختمان نیز از سلول‌های فتو ولتاییک برای هر لامپ به‌طور مجزا استفاده می‌شود و حتی برای کاهش مصرف لامپ‌ها از سنسورهایی استفاده می‌شود که حرکت را تشخیص می‌دهند و در صورتی که نیاز باشد روشن می‌شود،
قسمت دیگر بخش لوازم الکتریکی مربوط به لوازم خانگی است و به نوعی باید استاندارد مربوط به خانه‌های غیرفعال سازگار باشد و گواهینامه Ecolabel را نیز باید دریافت کنند که مربوط به کاهش مصرف برق، کاهش تولید گازهای کربن را شامل می‌شود.

## صفات خانه‌های غیرفعال
- هوای تازه و پاک:این هوا با وجود فیلترها در سر راه تهویه‌ها انجام می‌شود و از طریق کیفیت HEPA ارزیابی می‌شود.
- حفظ گرمای داخل ساختمان توسط عایق بندی مناسب و مقاومت در برابر سرما
- دمای داخلی همگن:شما به فرض درون اتاق یک‌نفره (اتاق خواب) غیرممکن است که دمای متفاوتی نسبت به جاهای دیگر ساختمان داشته باشد.
- تغییر دمای آهسته:اگر وسایل گرمایشی و سرمایشی ساختمان را خاموش کنیم به‌طور معمول کمتر از ۵. سانتیگراد در طول روز زمستان گرما را از دست می‌دهد.
- بازگشت سریع به دمای نرمال:با باز کردن پنجره‌ها و درها برای مدت کوتاهی و همچنین تهویه سقف بسته باشد به سرعت به دمای نرمال می‌رسیم.